# Bona di Berry
Bona di Berry in francese: Bonne de Berry (1365 circa – Carlat, 30 dicembre 1435) fu prima contessa consorte di Savoia, d'Aosta, Moriana e Nizza dal 1383 al 1391, signora di Faucigny, dal 1393 al 1427 e poi Contessa consorte di Rodez, contessa consorte d'Armagnac e di Fezensac oltre che Viscontessa consorte di Lomagne e Auvillars dal 1393, quindi contessa consorte di Pardiac (una contea dell'Astarac) dal 1402 al 1418; inoltre fu viscontessa di Carlat, dal 1410 alla sua morte.

## Origine
Bona era la figlia terzogenita del duca di Berry e d'Alvernia e conte di Poitiers e Montpensier, Giovanni di Francia (1340-1416), e della di lui prima moglie Giovanna d'Armagnac (1346-1387).

## Biografia
Il 7 maggio 1372 venne siglato il contratto matrimoniale che legava Bona all'erede delle contee di Savoia, d'Aosta, Moriana, Amedeo, figlio del conte Amedeo VI di Savoia e di Bona di Borbone; le nozze vennero poi celebrate a Parigi il 18 gennaio 1377 anche se poi Bona arrivò in Savoia solo nel 1381.
Suo marito Amedeo, nel 1383, succedette in tutti i suoi titoli al padre, Amedeo VI, il conte Verde e nel settembre 1388, Amedeo VII conquistò la contea di Nizza.
Amedeo VII, detto il Conte Rosso, morì il 1º novembre 1391, a Ripaglia, lasciando il proprio erede minorenne, Amedeo, sotto la reggenza della madre Bona di Borbone, con Louis III de Cossonay, (?-1394) signore di Cossonay; nel testamento di Amedeo viene ricordata anche la moglie Bona .
Dopo la morte di Amedeo VII la corte dei feudatari si divise in due partiti, uno che appoggiava Bona di Borbone, con corte a Chambéry, un altro che si era invece schierato in favore di Bona di Berry, con corte a Montmélian; la guerra civile fu evitata anche per l'intervento del re di Francia Carlo VI, e si concluse con la conferma della reggenza a Bona di Borbone; il conflitto tra le due si risolse con un trattato siglato l'8 maggio 1393, dopo che 4 giorni prima Bona di Borbone aveva ceduto la signoria di Faucigny a Bona di Berry.
Bona di Berry, dopo essere stata esclusa dalla tutela e reggenza, aveva lasciato la Savoia ed era ritornata in Francia; il 2 dicembre 1393, nel castello di Mehun-sur-Yèvre, venne redatto il contratto matrimoniale che la doveva legare a Bernardo VII d'Armagnac. Il matrimonio avvenne l'anno successivo.
Nel 1401, per l'ostilità che nutriva verso il cugino Gerardo, visconte di Fésenzaguet, del ramo cadetto degli Armagnac, Bernardo occupò la contea di Pardiac, portatagli in dote dalla moglie, e l'anno seguente fece uccidere sia Gerardo che il figlio, entrando in possesso del titolo.
Nel 1410 Bernardo e Bona diedero in moglie al nuovo duca d'Orléans, Carlo, la loro figlia Bona, rafforzando l'alleanza tra i partigiani del duca d'Orléans e i conti d'Armagnac. Durante la celebrazione del matrimonio tra Carlo e Bona, avvenuta a Gien il 15 aprile 1410, si formò una lega contro il duca di Borgogna, formata dal duca d'Orléans e dal suocero Bernardo d'Armagnac, con i duchi di Berry (il padre ed il fratello di Bona), i duchi di Borbone e di Bretagna, i conti d'Alençon e di Clermont, sotto la guida del conte d'Armagnac, e dato che la lega aveva nelle sue file molti cavalieri guasconi (nel trattato Bernardo si impegnava di fornire 1000 uomini d'armi e 300 arcieri), il partito fu detto degli Armagnacchi, mentre la fazione opposta che si strinse intorno al duca di Borgogna, Giovanni senza Paura, fu detta dei Borgognoni.
Probabilmente in quella occasione Bona ricevette in dono dal padre Giovanni la viscontea di Carlat.
Nel 1418 Bona rimase vedova per la seconda volta: il 12 giugno, in assenza del duca di Borgogna che era andato a caccia nelle sue terre, a Parigi esplose una sollevazione, capeggiata dal boia Capeluche, che andò a prelevare gli Armagnacchi prigionieri e ne uccise circa 1600, tra cui parecchie donne; tra coloro che furono trucidati vi era anche il connestabile Bernardo VII d'Armagnac, il cui corpo fu trascinato per le vie di Parigi (solo dopo il ritorno di Carlo VII a Parigi, nel 1437, i suoi figli poterono celebrare il rito funebre di Bernardo, i cui resti furono sepolti nella Cattedrale di Auch, accanto ai suoi predecessori).
A Bernardo VII succedette, in tutti i suoi titoli e possedimenti, il figlio maschio primogenito, Giovanni.
Il 1º luglio del 1424, Bona nominò Amaury de Sévérac, quale suo rappresentante per concordare il matrimonio tra suo figlio, Bernardo, ed Eleonora di Borbone-La Marche.
Bona rinunciò alla signoria di Faucigny a favore del suo primogenito, Amedeo, nel 1427.
Il 18 settembre 1430 Bona fece testamento, lasciando come erede della viscontea di Carlat il figlio, Bernardo, stabilendo dei lasciti per gli altri figli ancora in vita.
Bona morì a Carlat il 30 dicembre 1435 e fu sepolta nel convento dei cappuccini di Rodez.

## Figli
Bona diede ad Amedeo tre figli:
- Amedeo (Chambéry, 4 settembre 1383 - Ginevra, 7 gennaio 1451), futuro conte di Savoia, ricordato nel testamento del padre[5], che sposò Maria di Borgogna, poi ricordato nel testamento della madre[14]
- Bona (11 ottobre 1388 - Castello di Stupinigi, 4 marzo 1432), ricordata nel testamento del padre[5], andata sposa nel 1403 a Ludovico di Savoia-Acaia, principe del Piemonte (1364 – 1418), poi ricordata nel testamento della madre[14]
- Giovanna (1392 - 1460), andata sposa nel 1411 a Gian Giacomo Paleologo (1395 – 1445), marchese del Monferrato[17], poi ricordata nel testamento della madre[14].

Bona diede a Bernardo sette figli:
- Bona (Lavardens 19 febbraio 1395 - novembre 1415), sposò nel 1410 Carlo (1394 - 1465), duca d'Orléans[1][19]
- Giovanni (Rodez 15 settembre 1396 - L'Isle-Jourdain (Occitania) 5 novembre 1450), conte d'Armagnac[1][19]
- Maria (Gages 1397 - 1404), morta giovane[1][19]
- Bernardo (1401 - 1462), conte di Pardiac, visconte di Carlat poi duca di Nemours e conte de la Marche per il matrimonio con Eleonora di Borbone-La Marche[20]
- Anna (Gages 1402 - Nérac dicembre 1474), sposò nel 1417 il conte di Dreux, Carlo II d'Albret (1407 - 1471)[1][19]
- Giovanna, nata a Gages nel 1403, morta giovane[9]
- Beatrice, nata a Gages nel 1406, morta giovane[9].

## Ascendenza
|                        |                        |                           | Genitori                  |  |  | Nonni |  |  | Bisnonni              |  |  | Trisnonni       |  |
|                        |                        |                           |                           |  |  |       |  |  | Filippo VI di Francia |  |  | Carlo di Valois |  |
|                        |                        |                           |                           |  |  |       |  |  | Filippo VI di Francia |  |  | Carlo di Valois |  |
|                        |                        | Margherita d'Angiò        |                           |  |  |       |  |  | Filippo VI di Francia |  |  |                 |  |
| Giovanni II di Francia |                        |                           |                           |  |  |       |  |  | Filippo VI di Francia |  |  |                 |  |
|                        |                        | Giovanna di Borgogna      | Roberto II di Borgogna    |  |  |       |  |  |                       |  |  |                 |  |
|                        |                        | Giovanna di Borgogna      | Roberto II di Borgogna    |  |  |       |  |  |                       |  |  |                 |  |
|                        |                        | Giovanna di Borgogna      | Agnese di Francia         |  |  |       |  |  |                       |  |  |                 |  |
| Giovanni di Berry      |                        | Giovanna di Borgogna      |                           |  |  |       |  |  |                       |  |  |                 |  |
|                        |                        | Giovanni I di Lussemburgo | Enrico VII di Lussemburgo |  |  |       |  |  |                       |  |  |                 |  |
|                        |                        | Giovanni I di Lussemburgo | Enrico VII di Lussemburgo |  |  |       |  |  |                       |  |  |                 |  |
|                        |                        | Giovanni I di Lussemburgo | Margherita di Lussemburgo |  |  |       |  |  |                       |  |  |                 |  |
| Bona di Lussemburgo    |                        | Giovanni I di Lussemburgo |                           |  |  |       |  |  |                       |  |  |                 |  |
|                        |                        | Elisabetta di Boemia      | Venceslao II di Boemia    |  |  |       |  |  |                       |  |  |                 |  |
|                        |                        | Elisabetta di Boemia      | Venceslao II di Boemia    |  |  |       |  |  |                       |  |  |                 |  |
|                        |                        | Elisabetta di Boemia      | Giuditta di Asburgo       |  |  |       |  |  |                       |  |  |                 |  |
| Bona di Berry          |                        | Elisabetta di Boemia      |                           |  |  |       |  |  |                       |  |  |                 |  |
|                        | Bernardo VI d'Armagnac | Gerardo VI d'Armagnac     |                           |  |  |       |  |  |                       |  |  |                 |  |
|                        | Bernardo VI d'Armagnac | Gerardo VI d'Armagnac     |                           |  |  |       |  |  |                       |  |  |                 |  |
|                        | Bernardo VI d'Armagnac | Mathe di Béarn            |                           |  |  |       |  |  |                       |  |  |                 |  |
| Giovanni I d'Armagnac  | Bernardo VI d'Armagnac |                           |                           |  |  |       |  |  |                       |  |  |                 |  |
|                        |                        | Cecilia di Rodez          | Enrico II di Rodez        |  |  |       |  |  |                       |  |  |                 |  |
|                        |                        | Cecilia di Rodez          | Enrico II di Rodez        |  |  |       |  |  |                       |  |  |                 |  |
|                        |                        | Cecilia di Rodez          | Mascarose di Comminges    |  |  |       |  |  |                       |  |  |                 |  |
| Giovanna d'Armagnac    |                        | Cecilia di Rodez          |                           |  |  |       |  |  |                       |  |  |                 |  |
|                        |                        | Giovanni di Charolais     | Roberto di Clermont       |  |  |       |  |  |                       |  |  |                 |  |
|                        |                        | Giovanni di Charolais     | Roberto di Clermont       |  |  |       |  |  |                       |  |  |                 |  |
|                        |                        | Giovanni di Charolais     | Beatrice di Borbone       |  |  |       |  |  |                       |  |  |                 |  |
| Beatrice di Clermont   |                        | Giovanni di Charolais     |                           |  |  |       |  |  |                       |  |  |                 |  |
|                        |                        | Giovanna di Dargies       | Rinaldo II di Dargies     |  |  |       |  |  |                       |  |  |                 |  |
|                        |                        | Giovanna di Dargies       | Rinaldo II di Dargies     |  |  |       |  |  |                       |  |  |                 |  |
|                        |                        | Giovanna di Dargies       | Agnese di Bruyères        |  |  |       |  |  |                       |  |  |                 |  |
|                        |                        | Giovanna di Dargies       |                           |  |  |       |  |  |                       |  |  |                 |  |